# Allgood
Allgood – miasto w Stanach Zjednoczonych, w stanie Alabama, w hrabstwie Blount. W roku 2023 miasto zamieszkiwało 566 osób, a gęstość zaludnienia wynosiła 209,6 osoby/km².